# Rallye (soirée)
Pour les articles homonymes, voir Rallye.
Un rallye est une soirée mondaine organisée par des particuliers, permettant à des gens de se retrouver ou de se rencontrer. Cette soirée est habituellement une soirée dansante, organisée dans les classes aisées (bourgeoisie et aristocratie), à laquelle la tenue de soirée est de rigueur, et elle est le plus souvent destinée à un public jeune.
L'origine du rallye remonte aux rallyes compétitifs, notamment en automobile, organisés au début du XXe siècle comme loisir par les familles des milieux aisés et qui se terminaient par une soirée dansante. Cette pratique a progressivement dérivé pour proposer toute sorte d'activité suivie d'une soirée dansante, jusqu'à ce qu'elle ne propose plus que la soirée elle-même, toujours appelée « rallye »,.
Les rallyes dansants ont été créés par la suite pour structurer l'organisation de ces rallyes (soirées), éventuellement précédées d'activités diverses, comme moyen de rencontre pour les jeunes au sein d'un milieu social défini.